# United States Playing Card Company
The United States Playing Card Company, основана в 1867 году, производит и продает много брендов игральных карт, включая Bicycle, Bee, Hoyle, Kem, и другие, также печатает карты на заказ, и изготавливает другие аксессуары такие как покерные фишки. Компания когда-то базировалась в Цинциннати, штат Огайо, но в настоящее время штаб-квартира находится в пригороде Цинциннати Эрлангер, штат Кентукки. В настоящее время является дочерней компанией Cartamundi.

## История

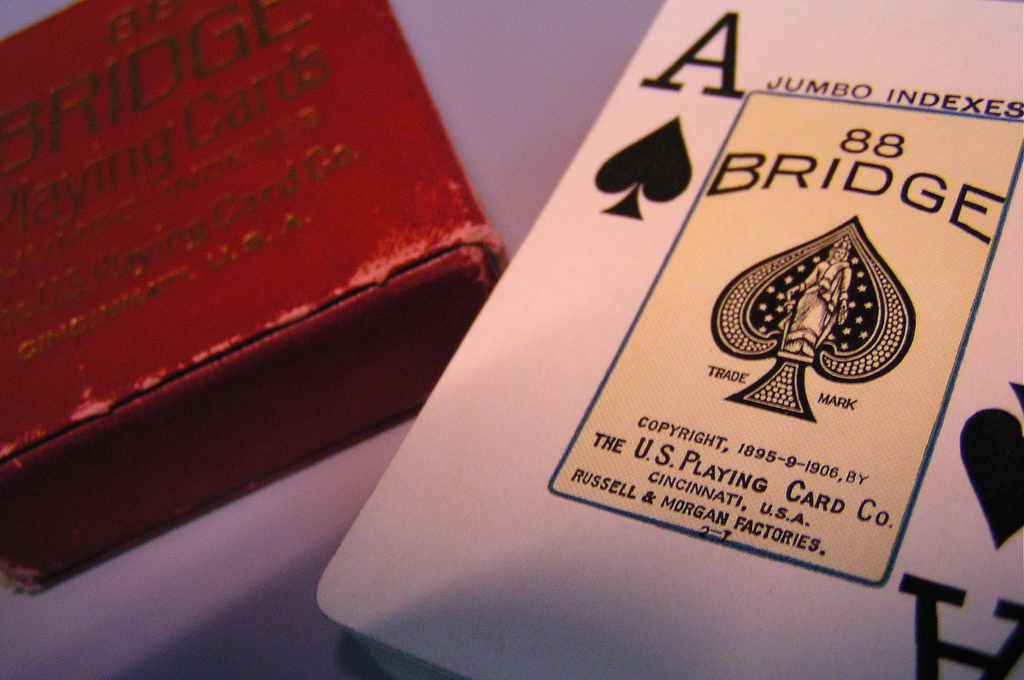
Игральные карты Bridge отличающиеся увеличенным индексом(Jumbo index) (1906).

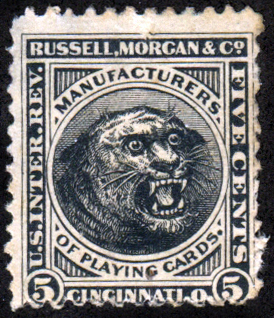
Гербовая марка(пломба) с колоды карт от Russell, Morgan & Co. playing cards.

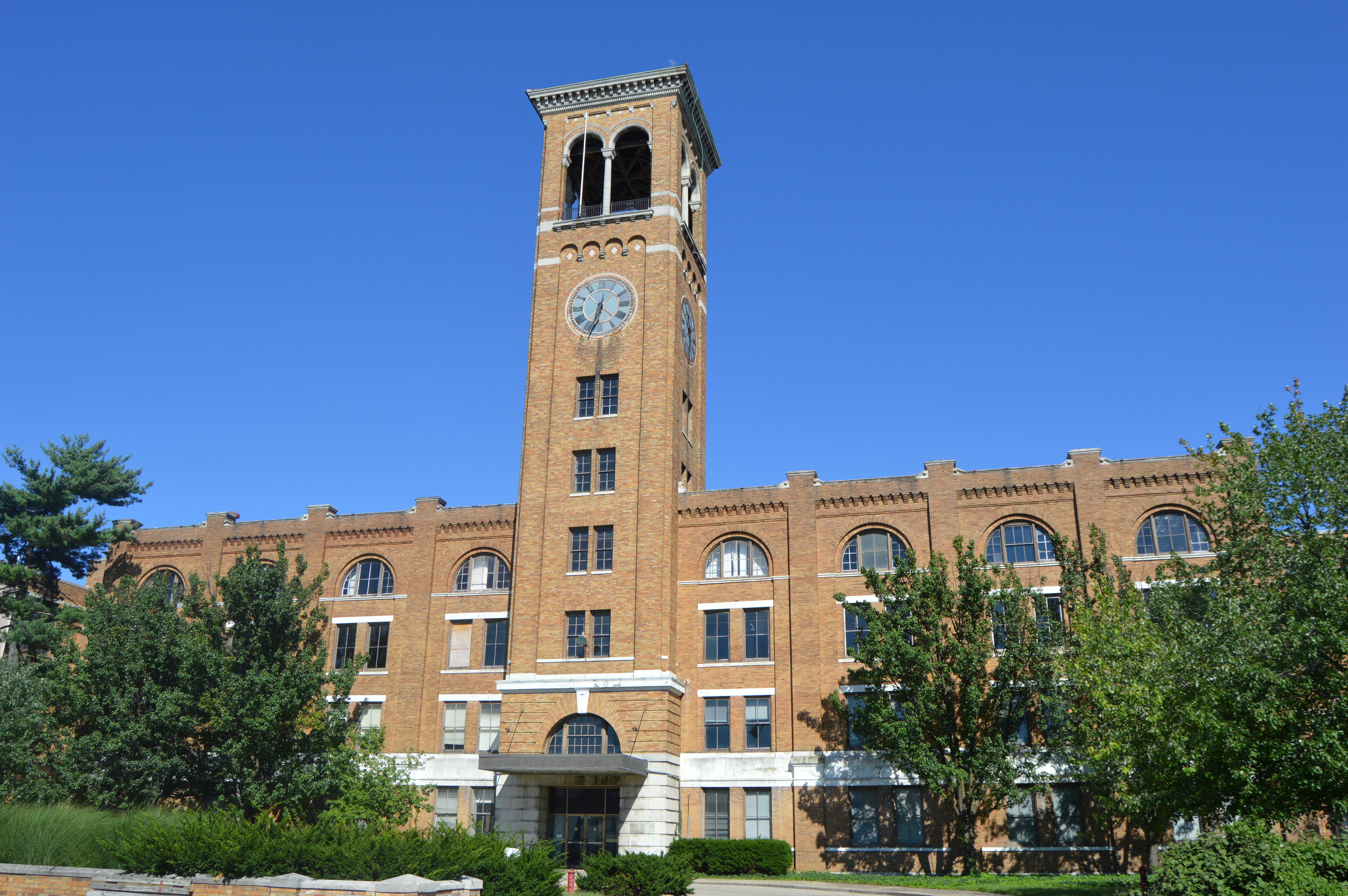
Бывшая фабрика в Норвуде.

Компания была основана в 1867 году как Russell, Morgan & Co.- полиграфическая компания. В 1881 году полковник Роберт Дж. Морган нанял талантливого молодого изобретателя из Нью-Йорка по имени Сэмюэл Дж. Мюррей, чьи запатентованные изобретения увеличили выпуск карт на заводе компании в Норвуде, штат Огайо, в четыре раза и сократили затраты на рабочую силу на 66 процентов. Мюррей также создал двухсторонний эмалирующий станок.
Компания начала печатать четыре бренда игральных карт в 1881 году: Tigers (№ 101), Sportsman’s (№ 202), Army and Navy (№ 303, № 505 с золотыми краями) и Congress (№ 404, № 606 с золотыми краями). В 1885 году они начали печатать карты Bicycle, которые стали их самой популярной линейкой. Бизнес бурно развивался и в 1891 году Russel, Morgan, & Co. сменила свое название на the United States Printing Company. Бизнес по производству игральных карт оказался достаточно успешным и развился как отдельный бизнес в 1894 году, как The United States Playing Card Company.
В том же году, оно начало свою историю с приобретения более мелких производителей игральных карт, тогда были приобретены the Standard Playing Card Company, the Perfection Playing Card Company, и the New York Consolidated Card Company (создателей Bee и инноваторы придумавшие карточную идентификацию в картах «squeezer» : этот дизайн используется по сей день). Поглощение других компаний протянулось сквозь всю их историю: Andrew Dougherty в 1907 (придумал Tally-Ho), Russell Playing Card Co. в 1929 (придумал Aristocrat), Heraclio Fournier, S.A в 1986, Arrco (бывшая Arrow) Playing Card Company в 1987, Hoyle Products в 2001, и напоследок KEM Playing Cards в 2004. В 1930, дочерние компании USPCC, а именно: Consolidated Card Co., Standard Playing Card Co., и Andrew Dougherty объединились в Consolidated-Dougherty, которая продолжает выпуск карт всех трех брендов включая Bee и Tally-Ho.
Между тем, компания сама будет приобретена несколько раз за свою историю: сначала Diamond International в 1969,Jessup & Lamont в 1982 году, Frontenac в 1989 году, затем компания стала на какое-то время независимой и в 1994 году стала дочерней компанией Jarden, которая была выкуплена компанией Newell.
USPCC исторически поддерживают солдат во время войн, начиная с недорогого бренда карт Canteen в течение Испано-Американской войны и бренда Pickett в течение Первой мировой войны. Во время Второй мировой войны, USPCC изготовила специальные карты-корректировщики, чтобы солдаты могли распознавать вражеские подразделения и кооперироваться с правительством США в создании особых колод передаваемых военнопленным; эти карты при намачивании делились на несколько кусочков из которых потом составлялась карта побега.